# Cuento de Jerusalén
Cuento de Jerusalén (en inglés: A Tale of Jerusalem) es un relato corto humorístico de Edgar Allan Poe publicado por primera vez en 1832. Trata de un incidente entre  romanos y judíos sobre un tema muy antiguo.

## Argumento
Durante el asedio de Pompeyo el Grande a Jerusalén, los judíos han llegado a un acuerdo con Pompeyo, quien les ha prometido unos corderos para que puedan cumplir con sus sacrificios rituales. Así, los fariseos Abel-Phittim, Buzi-Ben-Leví y Simeón se dirigen al amanecer a la torre más alta de la muralla de la ciudad, conocida como "Adoni-Bezek". Los tres están muy apresurados porque deben reunirse con un mensajero del ejército romano para el intercambio de los corderos por siclos de plata.
Desde abajo se oye la voz ronca y áspera de un soldado, el cual los insta a darse prisa en nombre de Febo. En la cima de la torre, los fariseos no saben quién es Febo y le mencionan a Buzi-Ben-Leví innumerables dioses paganos para saber de quién se trata; tales como Nergal, Adrama-lech, Dagón, Baal-Perith, Baal-Peor y Baal-Zebub.
Los tres bajan la cesta, pero luego se arrepienten porque pasa media hora y no llega nada. Poco después reciben una señal para subir la cesta. Al sentir un gran peso en la cesta los fariseos creen que se trata de un animal magnífico, pero al acercarse descubren que no es más que un cerdo gordo: se han burlado de ellos.

## Análisis
La mayor parte de los estudiosos coinciden en citar como fuente de inspiración la novela Zillah, a Tale of the Holy City del escritor y poeta inglés Horatio Smith (1779-1849). Dicha novela se publicó cuatro años antes que Cuento de Jerusalén. Su escenario se sitúa alrededor del año 37 a. C., cuando Herodes el Grande, ayudado por Marco Antonio, derrocó al rey Aristóbulo. La heroína, Zillah, es la hija del vice sumo sacerdote que, como los demás personajes judíos, cita la Biblia en todas las ocasiones posibles. El incidente central de la historia de Poe es relatado en la novela por la anciana nodriza de Zillah, quien, recordando el asedio de Jerusalén en el 65 a. C. por Pompeyo, dice:

Cuando la Ciudad Santa estaba sitiada, no hace muchos años, todos los días echaban en un cesto, por encima de las murallas, tanto dinero como para comprar corderos para los sacrificios diarios, corderos que volvían a sacar en el mismo cesto. Pero un israelita, que hablaba griego, habiendo informado a los sitiadores que mientras se ofrecieran sacrificios, la ciudad no podría ser tomada, los villanos profanos metieron un cerdo en la cesta en lugar de la víctima habitual, y desde entonces hemos estado acostumbrados a maldecir a todos los que hablaban griego.
Horatio Smith, Zillah (I, 219)

Parece ciertamente plausible –incluso hasta obvio– que Poe tomará de la novela la trama, la mayoría de las referencias históricas y hasta el altisonante lenguaje de los personajes. Además de las coincidencias expuestas, Poe había reconocido en más de una ocasión su admiración por Smith, a quien llamó en su reseña de The Moneyed Man (otra novela de Smith) "quizás, el más erudito de todos los novelistas ingleses, y sin duda uno de los mejores en todos los aspectos".
Varios investigadores han advertido en el cuento, además, la probable influencia del Talmud, concretamente del tratado de Sotá.
Un epígrafe al inicio del relato contiene un fragmento modificado del Canto II de Farsalia de Lucano:

Intensos rigidam in frontem ascendere canos Passus erat...

Poe alteró este pasaje sobre Catón poniendo «ascendere» en vez de «descendere». El original significa «dejó que su pelo gris sin cortar colgara sobre su severa frente»; Poe dice «se le pusieron los pelos de punta». Al menos un editor victoriano, al no captar el chiste, corrigió el pasaje.

## Publicación
Poe publicó Cuento de Jerusalén en la edición del 9 de junio de 1832 del Saturday Courier. Fue uno de los cuatro cuentos cómicos que Poe publicó anónimamente en ese periódico ese año, junto con El duque de L'Omelette, Una pérdida decidida (más tarde rebautizada como El aliento perdido) y El trato perdido (más tarde rebautizada como Bon-Bon). El Saturday Courier había publicado previamente Metzengerstein en enero de 1832; fue la primera obra en prosa de Poe que apareció impresa.: 155  Los cinco relatos fueron enviados al Saturday Courier como candidatura a un concurso de escritura.  Aunque la ganadora del premio de 50 dólares fue la escritora estadounidense Delia Bacon (1811-1859),  los editores publicaron de todos modos los trabajos de Poe; es probable que nunca haya recibido compensación monetaria por ellos.
Posteriormente el cuento sería incluido en Narraciones extraordinarias, una colección de varios de sus cuentos traducidos al francés y publicados por Charles Baudelaire en 1857.